# John Wesley Shipp
John Wesley Shipp (Norfolk, 22 januari 1955) is een Amerikaanse acteur. 

## Carrière
John Wesley Shipp speelde onder meer het personage Mitch Leery in de televisieserie Dawson's Creek en Eddie Ford in de soapserie One Life to Live. Hij kreeg in 2014 een rol als Henry Allen, de vader van Barry Allen, en Jay Garrick van Aarde-3 in de serie The Flash. Dit nadat hij in de gelijknamige serie uit 1990 zelf Barry Allen speelde. In de serie "The Flash" uit 2014, speelde Shipp bijna 30 jaar later nog eens Barry Allen voor een cross-over tussen de twee series.
- Bibliothèque nationale de France: cb14226980w (data)
- Gemeinsame Normdatei: 1062271904
- International Standard Name Identifier: 0000 0001 1936 2659
- Library of Congress Control Number: no00000310
- Nationale Bibliotheek van Israël: 987007397253205171
- Virtual International Authority File: 74063851
- WorldCat: E39PBJdmhryMPGkWjGpVMXDrMP